# Museet för Ukrainas historiska skatter
Museet för Ukrainas historiska skatter är ett statligt museum i Kiev. Museet, som grundades år 1969, är en del av Nationalmuseet för Ukrainas historia och visar unika juveler och föremål gjorda av ädla metaller och stenar. Museet har omkring 56 000 föremål i sina samlingar.

## Historia och samlingar
Museet för Ukrainas historiska skatter grundades år 1969 som en del av Ukrainska SSR:s historiska museum. Med sina omkring 56 000 föremål utgör det Ukrainas främsta samling av föremål gjorda av ädla metaller och stenar från skyter (tre rum), slaver (ett rum), Kievrus (ett rum), ukrainska guldsmeder från 1300- till 1800-talen (ett rum), ryska juvelerare under 1600- till 1800-talen (ett rum) och det moderna Ukrainas juvelerare (två rum). Det har även en numismatisk samling med föremål från så långt tillbaka som 500-talet f.Kr. samt en samling med ryska och europeiska medaljer.